# Cremnomys elvira
Cremnomys elvira es una especie de roedor de la familia Muridae.

## Distribución geográfica
Se encuentra solo en la India.

## Hábitat
Su hábitat natural son: Clima tropical o Clima subtropical bosques áridos, Matorrales.